# Do domu (film 1987)
Do domu – polski film obyczajowy z 1987 roku na podstawie opowiadania „Dezerter” Wiesława Dymnego.

## Występują
- Franciszek Pieczka – ojciec Szymona
- Piotr Siwkiewicz – Szymon Kret, jego dziad (1871), pradziad (1848), prapradziad (1813)
- Izabella Olszewska – matka Szymona
- Renata Zarębska – Maryjka, żona młodego Gojnego/babka, prababka i praprababka Szymona
- Jerzy Bińczycki – leśniczy Gojny
- Andrzej Buszewicz – ksiądz
- Jerzy Januszewicz – gruby góral
- Andrzej Jesionek – syn leśniczego Gojnego
- Wojciech Wysocki – emisariusz

## Fabuła
Akcja filmu toczy się w XVIII i XIX wieku oraz w latach 1915-18. Rok 1915, Szymon Kret, syn Szymona, dezerteruje z wojska. To w jego rodzinie tradycja. Jego dziad i ojciec też uciekli przed służbą w armii austriackiej, do której ich przymuszano. Po ucieczce Szymon z pomocą ojca finguje swoją śmierć i pogrzeb oraz ucieka w góry, gdzie ojciec przynosi mu jedzenie i wieści. Okazuje się, że jego dziewczyna Maryjka wyszła za innego, a matka nie wierzy w jego śmierć. Jest rok 1918. Do wsi przybywa emisariusz, który zachęca górali do wstępowania do wojska polskiego. Stary Kret przekazuje tę informację Szymonowi i chce, żeby wrócił on do domu.